# Мощаницький заказник
Мощани́цький зака́зник — ентомологічний заказник місцевого значення в Україні. Розташований у межах Здолбунівського району Рівненської області, неподалік від села Мала Мощаниця. 
Площа 44 га. Статус надано 1983 року. Перебуває у віданні ДП СЛАП «Здолбунівський держспецлісгосп». 
Створений з метою збереження місць оселення комах — диких бджіл, джмелів — на схилах мальовничої балки. 